# Östra och Medelstads domsagas tingslag
Östra och Medelstads domsagas tingslag var ett tingslag i Blekinge län i Östra och Medelstads domsaga. Tingsplats var i Ronneby och Lyckeby.
Tingslaget bildades 1 januari 1948 av Östra härads tingslag och  Medelstads tingslag och omfattade Östra härad och Medelstads härad. Tingslaget upplöstes 1971 och verksamheten överfördes då till Östra och Medelstads tingsrätt.